# Notholaena lonchophylla
Notholaena lonchophylla är en kantbräkenväxtart som beskrevs av Charles Alfred Weatherby och Tryon. Notholaena lonchophylla ingår i släktet Notholaena och familjen Pteridaceae. Inga underarter finns listade.